# Helina bibreviplumosa
Helina bibreviplumosa är en tvåvingeart som beskrevs av Xue och Feng 1988. Helina bibreviplumosa ingår i släktet Helina och familjen husflugor. Inga underarter finns listade i Catalogue of Life.